# نووپوکروفکا (شهرستان کولوندینسکی، سرزمین آلتای)
نووپوکروفکا (به لاتین: Novopokrovka) یک منطقهٔ مسکونی در روسیه است که در سرزمین آلتای واقع شده‌است.